# Свінна
Свінна (словац. Svinná) — село, громада округу Тренчин, Тренчинський край. Кадастрова площа громади — 8.6 км².
Населення 1596 осіб (станом на 31 грудня 2020 року).

## Географія
Протікають річки Свіниця; Ціпец; Митицький потік; Свінянський потік і Світавський потік.

## Історія
Свінна згадується 1439 року.

## Населення
| Рік:            | 1994. | 2004.   | 2014.   | 2024.   |
| --------------- | ----- | ------- | ------- | ------- |
| Кількість осіб: | 1501  | 1516    | 1588    | 1594    |
| Різниця:        |       | +0,99 % | +4,74 % | +0,37 % |

| Рік:            | 2023. | 2024.   |
| --------------- | ----- | ------- |
| Кількість осіб: | 1603  | 1594    |
| Різниця:        |       | -0,56 % |